# エリートヤンキー三郎の登場人物
エリートヤンキー三郎の登場人物（エリートヤンキーさぶろうのとうじょうじんぶつ）では、阿部秀司の漫画『エリートヤンキー三郎』に登場する人物について述べる。また、続編である『エリートヤンキー三郎 第2部:風雲野望編』の登場人物もここで述べる。

## 三郎軍団
能力や座右の銘は実写版における河井調べ。
大河内三郎（おおこうち さぶろう）
主人公。身長170cm、体重60kg。誕生日は11月29日。座右の銘は「仲良きことは美しき哉」。普通の高校生活を望む温厚な少年だが、「大河内の人間」という周囲の先入観や誤解、河井の口車、更には後述の三郎自身の秘められた力により、一郎、二郎の退学した徳丸学園で総長に祭り上げられてしまう。また、ひょんな事から二郎より最凶の暴走族流星会の二代目会長となる。軍団員からは「総長」、流星会メンバーからは「会長」、前田、石神、桐山からは「三郎ちゃん」、九州の番格達からは「千葉の大魔王（単に大魔王と呼ばれることが多い）」と呼ばれている。
趣味は読書（少女漫画）、フィギュア・食玩集め、テレビゲーム（特にギャルゲー。ドラマ版ではPlayStation版の『この青空に約束を―』）。浅井春菜に片思いしている一方、萩原、関と徳丸交際グループを組んでいてマネー担当。仏像や神社仏閣をこよなく愛するが、寺を燃やしてしまったことも。男性としては普通のルックスだが、実は女顔で、女装すると相当な美少女になる。ビジュアル系バンドのメンバーにビジュアル担当として入れられたときは、ゴスロリの女装をさせられていた（それ以降もたびたび女装することがある）。
第1部
非常に運が悪く、大河内家の人間と言うレッテルで小さい頃からろくな目に遭っていない。河井や前田と違って痛い目に遭う事はあまりないが、相手に高圧的な態度で出てこられると自分の意見を言えずにその場しのぎの言葉で誤魔化してしまう気弱で優柔不断な性格。軍団員の暴走を見ても関わって巻き込まれる事を恐れ何も手を打とうとせずに自然に事が収まるのを待っているだけという事なかれ主義。他力本願な所もあり、時には好転した状況でもそのような一面が災いして根回しも何もしないため望まない結果を引き起こしたり事態をより悪化させて自分の首を絞めることも多い。自分が関わったことでも不本意な結果になった場合は無責任な言動が目立ち、自分がいる立場を理解しておらず危機意識は極端に低いため、後述の田所や川上のように間接的に多くの人の人生を歪めていることに気付いていない。
勉強は努力していたが結果が伴わずにいる。努力を重ねたにも関わらず泥酔状態の河井よりテストの点数は低く、2年生（1回目）の際には素の学力で留年してしまう（名目上はテストでのカンニング発覚による留年）。その反面観察力はあるが、他人に伝えられない、自己推量の内で納得して裏付けを取らないなど行動力が伴っていないため生かされた事はない。当初は情けない一面が目立っていたが、それでも駄目ながらも料理人を目指す、農業のリゾートバイトやボランティア活動の参加、近藤が進めたラグビーなど様々な方向に努力し、金銭感覚（高級志向がある訳ではなく、高い安いの感覚が違う）を除けば常識もあった。
第2部
非常に運が悪い所がほとんどなくなり（ただし色々なキャラに振り回されたり、しりをたたかれてはいる）ある意味かなりポジティブになった。それに伴い大河内の財力に甘んじる傲慢な性格になり、人の迷惑を顧みなくなり都合の良い知識で屁理屈をこねるようになる。顕著になった「アイドルオタク」という一面はストーカーまがいの行動や殺人未遂等の犯罪行為すら引き起こし、その時ばかりは石井にすら愛想を尽かされかけた。当初は力を入れていたはずの勉強もサボりがちになり、テストは常に1桁で0点も珍しくない上に何度か反省して勉強しても、遊びに堕落するか何らかの挫折で逃避するため進歩は見られない。また一郎・二郎から家族が知っている事を教えられていなかったりと腑抜けた一面が目立つようになる。そのせいか、徳丸内での評価も「普段は優しくて大人しいが怒らすと怖い人」から「金持ちだがどうしようもない程可哀想なダメ人間」というものに変わってきている。九州制圧戦以降は留年されている描写がなく、成績も出席日数も授業態度も全くの不足ながら結局は「厄介払い」の意味で卒業。卒業から1ヶ月後、浪人生として予備校通いを始めるもそこで三郎軍団のメンバーと再会し、驚愕のあまり鼻血を吹き出し物語が完結する。
凶暴化
幼少期は兄の一郎と二郎からも蔑まれ、兄の悪行を注意した際に殺されかけたトラウマをキッカケに失禁すると凶暴な人格に変貌し、悪魔の一族と言われる大河内家の中でも特に人間離れした怪物と化し、プロレスラーや銃を持ったマフィア、猛獣をも（敵や味方など関係なく）倒し、一郎・二郎、桐山ですら瞬殺は免れない作中最強人物になる。その時の凶暴性は尿量に比例し、恐怖による失禁以外にもトイレを我慢している時に下腹を殴られての失禁や緊張によるものでも発生する。この状態のときは見境も無く（片想いしていた春菜にすら殴りかかっこともあるが、最終回ではキスをしている）状況を滅茶苦茶にしてしまうが、本人に凶暴化時の（理性がないため）記憶はない。凶暴化した際は全裸になる事が多い。当初は自分のピンチで凶暴化し活躍する傾向があったが、話が進む内に直前に暴飲させられるなどのアクシデントがあり、凶暴化して状況を悪化させることが多い。当初は普通に二足で立ってパンチやキックなどで闘っていたが、第2部では「キシャー!!」と叫んで四足で駆け回りつつ飛び掛るように腕を振ってぶつけるといった野獣と言える状態となる。スピードに至っては明らかに銃弾よりも早い始末である。桐山に首がガラ空きという唯一の弱点を発見されたが攻撃した手が壊れる結果となってしまった。なお、一郎や石井の催眠術にかかった場合は別の凶暴化（理性がある）状態へとなる。

河井星矢（かわい せいや）
三郎軍団の副総長で三郎軍団No.2兼県内最凶の暴走族流星会の二代目特攻隊長。通称「知の河井」。誕生日は7月7日（初期では星座は魚座とも語っている）。座右の銘は「長いものには巻かれたらんかい!」。逆立てた金髪（髪を下ろすと尖った頭蓋骨が確認できる）と左耳の多数のピアス、四本しかない差し歯（一郎・二郎によって全滅、現在総入れ歯）が特徴。作中では痛い目に遭うのが多く理不尽に運と間の悪い立ち位置なキャラであり三郎の次に運が悪い（ただし自分の自業自得で痛い目に遭う一面もある）。一郎・二郎に殴られた回数は前田より多い。特に二郎には包丁で刺された上、背中に名前を彫られるという散々な目に遭っている。一軒家（後に倒壊）に1人暮らしで、両親はいない。
自分以外の人間は道具か金づると考えており、自己中心的で他を見下している。その癖にコロコロと優位な立場に鞍替えしたり、目先の金銭や美味しい話に簡単に決意や信条をも撤回する腐り果てた性格。言葉通り「大切なのは自分だけ」で自らの保身のためなら軍団員はおろか総長の三郎の犠牲も厭わない。
一見で札束の厚みから金額を察する程金銭に執着心を持つ守銭奴。しかし大局的な損得を頭で理解・計算していても、先述にある通り目先の利益を優先したり報酬を増やすために必要経費をケチって失態に終わる場合が多い。通称通り頭脳に関しては作中随一で、学業成績は徳丸学園内ならばトップクラスで赤点の心配は皆無。三郎とともに文系特進クラスに属しており、不真面目な授業態度だが特進クラス内での成績は上位に位置する。自身もしくは三郎・軍団員が危機に陥ると「秘策」と称するもの提案し、窮地を脱しようとする。発想力はあるが、強欲さから引き際を見誤ったり天罰や詰めの甘いミスで失敗する事が多く、大概ろくな結果を生まない。三郎の凶暴化については放尿がキッカケであることは知らないが、普段の三郎とは全く別人の状態である事や三郎個人の本質は正しく理解している。三郎をフォローする気は欠片も無いが、時折三郎の問題点を正しく指摘する場合がある。あらゆる場面で悪趣味さが目立つ。
汚点ばかりに目が行くが、度を越した強欲と暴走に目を瞑れば現実を見据えられる人間で、欲望に忠実な分真っ当な商売が儲かるならそちらへへ方向転換を行い、バイトも柄の悪さを除けばそつなく仕事をきっちりこなし、ある程度の常識・礼儀を弁えてはいる。どれだけボロボロになってでも目標を成し遂げようとする執念と行動力は本物で、二郎に食い付いて殴られたこともある。また、多才多芸で様々な特技が河井の大きな特徴であり、麻雀ではイカサマ（すり替え術）を駆使して数多くの雀荘で名を馳せたり、料理の腕前はプロ並みであったりする。また、遭難したときはボーイスカウトで得た知識で切り抜けている。スポーツも万能で、中学時代は「傭兵河井」という異名を持ち運動部に金で雇われ大会に出場するなどしていた。喧嘩は弱く、弱者への恐喝以外は改造スタンガンを使う。
第1部
三郎に近付き、彼の言葉を都合よく解釈して周りに伝える事で自らの地位を高めて行きいつしか副総長を（勝手に）名乗るようになった（そのまま正式に副総長へ就任している）。初期から高校生とは思えないあくどい商売を行ったり、年寄りや子供相手に時計やトレーディングカードを（金目な物のために）奪ったりしていた。三郎には立場上おべっかを使うが内心見下しており、自分の立場が有利になると本性を現す。主な相棒は福士と岩田。2年生（1回目）の時には出席日数不足で三学期の期末テストを受ける前に留年が確定してしまう。
第2部
性格が崩壊していくキャラが多い中、唯一当初とキャラがブレず、むしろ人間的には成長している。1部の麻雀対決以降、大河内家と関わった事を後悔している。一郎と二郎には恐怖し、三郎のダメ人間具合には呆れており（特に三郎に関しては「内心見下している」から「大嫌い」「一生の汚点」とさえ言っている）、三郎が拉致される場面を目撃しても警察や大河内家に通報せず仕事に出向く。相棒はチャーンとなり、特にカレー屋台を営みだしてから学校にはほとんど通っていない。　
家を失って以降住処はコロコロ変わっており、徹底的に困窮したせいか、仕事には誇り（終盤のTV関連では、クルーの誇りや本心の代弁を行っている）や信頼関係（値切り屋では嫌な客にならないことを考えていた）、生活基盤を重点に置くことに目的が修正され、第1部の頃とはありえない位キャラが良い方向に唯一転換しているが、三郎や福士などが妨害して落ちぶれた状態から立ち上がれずにいる（第一部と同様に自業自得で破滅することもある）。人間的には成長している部分が多く、人助けや三郎の暴走を止めることも少なくない。卒業式では代表として答辞を読むことになるが、三郎達と過ごした4年間を回想した際、「そこそこ楽しい4年間だったワイ」と答えており、卒業後は三郎達と同じ予備校に通う。

石井武（いしい たけし）
三郎軍団の親衛隊隊長で三郎軍団NO.3。常人離れした怪力の持ち主で、中学時代は100人相手の喧嘩に1人で勝ってしまうなど、凶暴化した三郎を除き、原則徳丸生最強である（詰めが甘いのでタイマンでは負けが多い）。通称「武の石井」。誕生日は4月2日。座右の銘は「強くなければ生きていけない、優しくなければ生きていく資格はない」。大柄で虫歯とも無縁の健康優良児。
話を聞かない上に人に自分の理想を過剰に押し付け、理想のために邁進する性格であり、目的への努力は一切手を抜かず筋トレが日課で旅行先でもトレーニングを欠かさないが、逆に法･常識･権力を超えて三郎を優先し、自分の理想に反する場合は三郎の対人関係や行動に干渉て三郎の意向も無視・妨害する。親衛隊員にも強く忠実であれと、無茶な訓練や施し、何故か組体操まで強制する。他、両親、学園祭で知り合った子供たちにも三郎の優先を強要した。三郎のためを思ってやった行動の愚かさに、後々になって気づくケースは一応あるものの、三郎以外の人間に対して罪悪感を感じることは無い。パソコンなどは扱えるが、「ベッドでなければ眠れない」という程サバイバル等は苦手。また、言動も歯に衣着せず、春菜の激マズ料理に対し容赦無く批判した。徳丸共学化の際には演歌風の世界を妄想しており、根からの女嫌いという訳ではない。
三郎に災難が降りかかると過剰な防衛策で異常な行動に出ることが多い。過剰なまでの忠誠心やそれに伴う行動を三郎は非常に迷惑がっているが、石井が三郎を想う気持ちは本物であり、自分が三郎に迷惑をかけていると知ると切腹を図る、河井の暴動を止める等三郎の役に立つ時もあるため、当初は石井を完全に突き放せずにいる。
第1部
当初は知性をたたえた硬派だったが、三郎を慕い盲信する過程でどんどん怪物じみた変質的なキャラに変貌していき、髪型も坊主頭に剃り込み、額を三日月のかたちに剃り上げた「気合の入った髪形」になって行く。現在まで通して健在なのは額のホクロのみ。校内一の馬鹿で単純（一郎の催眠術に簡単にかかる、山本との大阪城対決においては喧嘩の役に全く立たないプロレス技で自爆、さらに二年次の文化祭ではボクシングのルールも知らず蹴りの反則を行う反則負け等）。2年生（1回目）の際には職員室で暴れたため留年・無期停学処分となる。
第2部
三郎・河井・一般団員も軍団に対して興味を失ったため、軍団の実権･実務を司る独裁者（勝手に軍団を運営するが、親衛隊を除きほぼ消滅状態）となり、軍団を愛する性格が周囲との温度差を招く上、ヘタレ的言動が目立つ三郎に対しても非難し、周囲に総長の偉大さを示すという思惑で様々な計画を乱発、命に関わると言う意味では三郎をはめたり（つらい目に遭わしたり）する河井と違って、催眠術でヤクザと猛獣と対決させたり、三郎をダムに沈めさせて走馬灯のように死に掛けたり、三郎の他桐山や一ノ瀬を始末するためにバスを爆発させることがあり、危険な目に遭わせることが増えるなど、狂気を帯びている。それは性格に加え、某国から特殊な（その人格にまで副作用が及ぶ）ドーピングドラッグを購入していたためで、妄想の果てにストーカー並にプライバシーを暴く境地まで三郎への愛情が達してしまった。

関雲竜（せき うんりゅう）
相撲部の部長。登場時の学年は不明だが、現在三郎と同学年（なお第二部の1巻では1年留年の19歳と出ており、恐らく初登場時は2年生）。徳丸祭りのボクシング大会で後藤田に倒されたゲストキャラが、いつの間にか後藤田を追いやるほどのレギュラーメンバーに。肥えた体格とそのアフロヘアーがチャームポイント。いつの間にか留年しており、その理由はいまだ不明。身長180cm、体重150kg。誕生日は3月10日。座右の銘は「巨人・大鵬・卵焼き…ほか」。
普段はおちゃらけているが、相撲部部長だけのことはあり、石井と互角の戦闘力を誇り、得意技「雲竜上手投げ」は軽自動車を投げ飛ばすほどの威力を持つ。河井は三郎、石井、関の3人を「日本最強高校生トリオ」と呼んでいた。
三郎軍団団員の中では、萩原と共にまともで常識的な人間である。彼女がいるが、大の女好きで、相撲をやっているのは女にモテたいがためである。そのため、プロレスラーが女にモテる職業だと聞かされたときは一時的にプロレスラーを目指した（なお、相撲取りになるという以外に、ホストになるという夢がある）。彼女がいるにも関わらず、三郎、萩原とは徳丸交際グループを組みナンパや合コンに精を出しており、おもしろトーク担当で女性とは駆け引きにも強い一面を見せる。しかし駆け引きが間違った方向に行き、最終的には振られることが多い。なお、合コンの最中に彼女から電話があると、浮気がばれないように必死に弁解したり、彼女と別れそうになると泣いて本気で嫌がるなど、本命の彼女のようである。しかし、連載後期では彼女の名前が出てこなくなっており、現在も付き合っているかは不明。主に金銭面で三郎を利用するが、河井のようにたかろうと言う訳ではなく、デートにおける必要経費程度の常識的範疇で少なくとも迷惑をかけるには至らない。ダイエットや好物がカニなど、嗜好・利害が一致したり、三郎とは気が合う相手である（そのため、三郎も学園内での数少ない友人と見ている）。また徳丸一のダイエットマニア。部活動で、萩原と同様堕落する方向へ奇行を重ねていく。
自らの容姿に対してはプライドが無く、第二部の21巻では一度脂肪吸引、整形手術を施したこともあるが、食べ過ぎによりすぐにリバウンドし、車にひかれたショックで顔つきも元に戻ってしまった。
ドラマではしばしば台詞に字幕がつく。
福士譲（ふくし ゆずる）
河井の相棒で三郎軍団の幹部。誕生日は1月1日。河井とは旧知の仲らしく、2人でコンビを組んで活躍をする事も。当初はまともな台詞を喋っていたが、1年生の時の球技大会でスタンガンの電流を浴びたショックで「オウヨ」しか口にしなくなり、以降、三郎・河井・石井と共に遭難した時を除いてまともな言葉を口にしたことは無い。三郎のレギュラーキャラの同級生では唯一留年せず卒業し、「河井の相棒」というポジションもチャーンに取られてしまったがため、以降は出番が激減することに。なお、上級生になった事を自慢することが多々あるが、皆、福士に劣った自分への憤りを感じてしまい、咎められない。現在はカメラスタジオで働いている。
喧嘩は弱いが、河井に劣らず多才で要領が良い。しかし、コンスタントに結果を出す河井に比べると、オールオアナッシングの一発屋的性質が強い。遠藤美歩（後述）という彼女がいて、仲は非常に良い。ただし、第2部24巻では金髪美女を連れて歩いていた。手癖が悪く、一瞬で手放す・すり替えが可能な万引きの常習犯であり、後に白鯨という異名を得て、河井が万引き警備員として働く店に、嫌がらせ目的で毎日通う愉快犯的一面もある。だが、作中ではこうした悪行への天罰が下ったのか、マイカーを運転していた所、ポスターで視界を奪われた直後に事故を起こし、重傷を負う羽目になった。
後藤田拓也（ごとうだ たくや）
三郎の一つ下の後輩（後に三郎が留年して同学年となる）。通称「カミソリ後藤田」。冷酷非情で卑劣な性格。誕生日は8月17日。過去、ボクシングジムに通っていた。河井や児島ほどではないが卑劣で喧嘩に勝つためには手段を選ばない反面、暴力以外の際には全く発揮せず、それ自体も卑劣さを除けばあまりにも素直すぎるやり口で、策士ではない（ただし反乱を起こした際は軍団員の数を恐れ屋上で戦おうとするなどの一計を立てている）。
入学当初、三郎軍団に牙を向けたが、凶暴化した三郎に恐怖し、殴り倒された後、三郎軍団の軍門に降り、以後は三郎を先輩として慕うようになる。反乱以降は活躍もなく、殊の外軍団の政治に興味が欠片もなく、そのため出番は減っていき、次第に第一部の20巻から第2部の200話目まで背景と同然となる。実家は工務店を経営しているが、父親曰く大河内家に酷い目に遭わされたとの話である。
萩原洋二（はぎわら ようじ）
三郎の一つ下の後輩（後に三郎が留年して同学年となる）。通称「マンモス萩原」。身長185cm。誕生日は10月20日。4人兄弟で長男。好物はうどんだが、基本的に御馳走なら何でも好んでおり、徳丸内では関に次ぐ大食いである。後藤田の親友権用心棒でもあり、入学当初後藤田と共に三郎軍団に牙を向き、石井とも互角に渡り合うが結局三郎に敗れて後藤田と共に三郎軍団の軍門に降り、以後は三郎を先輩として慕うようになる。大柄な体格で喧嘩の腕は確かだが、本来は気弱な性格である。三郎軍団団員の中では、関と共にまともで常識的な人間である。三郎とは比較的気が合う。三郎、関と徳丸交際グループを組んでいたが、取り柄がないため後に関から役立たず呼ばわりされ戦力外通告を出された。三郎軍団の軍門に降った後、石井に誘われ親衛隊に入隊するが、特訓中に石井の行為に彼をホモと誤解し、石井の事が大の苦手となる。その後は幽霊隊員になり、何とかボクシング大会で勝ちを拾ったことにより脱退を認められ、大会で優勝（ほぼ対戦相手の自滅によるもの）し、徳丸最強の称号を得た。
第2部からは、徳丸にやってきた桐山や、一郎の催眠術をよそ見していたために打っ飛ばされるなど、ろくな目にあっていない。軍団に後輩が出来てからは、三郎・関と共に謎の部活動を結成するが、堕落する方向に奇行を重ねるようになり、1部の頃とはありえない位非常識なキャラになっているが、三郎軍団の危機の時はまともなキャラになっている。卒業後は専門学校に進学したが1ヶ月以内に中退し、その後三郎を待ち構えるかのように予備校生通いを始めた。
岩田正直（いわた まさなお）
三郎の一つ下の後輩（後に三郎が留年してしまい同学年となる）。三郎軍団副総長補佐（河井の腰巾着）。後藤田とは中学校の同級生でパシリにされていた。三郎・河井・石井の悪名に憧れ、県立高校を蹴って徳丸に入学。河井に急接近して軍団グッズを熱心に購入し、それを糸口に河井の裏稼業へと深く関わるが、その後大抵ろくな目に遭っていない。また三郎軍団の肩書きを利用し、他所の高校にメンチを切るが喧嘩は弱い（総実館には二度も被害を受けている）。校内では石井の次に馬鹿である。足の速さには自信があるらしい。第1部の終盤から長らく出番が無かったが、第2部の河井がローカルタレントとなった回で久々に登場した。
親衛隊員
石井側近の親衛隊員で、石井と同じ髪形をしている2～4人組（第2部からは3人組）。三郎に献身する石井の考えに賛同し、彼の非常識な言葉や行動も疑う事無く同行している。第二部では石井の暴走で総長の迷惑になっている（ただし、喧嘩に関して三郎の強さを確信しているのでその限りには無い）のではと反旗を翻したこともあるが、石井の稚拙な秘策（ただし、その時石井の狂気の強さにビビッていたのもあり）にまんまと引っかかり再び石井の軍門に下ってしまっている。名前が、久田忠晃、稲田俊和、松本文彦であることが確認されている。

## 大河内一族
大河内一郎（おおこうち いちろう）
大河内家長男であり、大河内家次期当主。凶暴で極悪、誰それかまわずぶん殴るので身内以外には人災そのもの。肝試しと称して毒キノコでバーベキューをしたり、乗ったダンプが民家に突っ込み爆発炎上に巻き込まれたり、何日も海の上を遭難してその間酒しか飲んでいなくてもダメージ一つ負わない屈強かつ不死身の肉体の持ち主。200人のヤンキーや、100対1の喧嘩にも勝ったことがある石井を瞬殺し、蹴り1発のみで軍団員を約20人吹っ飛ばし、石井と互角の強さを持つ関もびびらすほどの圧倒的な強さを持つ。運転免許は卒業検定の際に指導官に早く判子を押せと脅して5分で取得した。動物好きで愛犬家（だが彼の飼っている犬はほとんど野放しで一部を除いて狂犬病の疑いがあるほど超凶暴である）であり、ドッグラン内では暴力を振るわず軽い説教のみで済ます温厚な性格になる（外に出ると、すぐ凶暴に戻る）。凶暴な性格だが身内（銀之進を除く）には甘く、妻のキャサリンには頭が上がらない。額の傷は幼い頃失禁で覚醒した三郎に壁に頭を50回以上ぶつけられたため。宗教法人をいくつか経営しており、牧師の扮装をして裏稼業をすることが多い。また、凝り性な所があり、最近は催眠術にはまった事から、三郎を度々実験台にしている。極度のヘビースモーカーで禁煙をすると僅か五分で体が激しく痙攣するほどの禁断症状が現れ、ただでさえ凶暴な性格が更に酷くなる（二郎も同様）。身内には甘いため、初期の時間軸から観察した限り、三郎が一郎･二郎による直接攻撃の被害にあったことは無く、ロザンナ･キャサリンのヒステリーに比べれば、教育的な意味合いで三郎に甘い存在であり、同時に甘やかしの原因にもなっている。
常に防弾チョッキとスターム・ルガー スーパーレッドホーク 44マグナム銃を所持している
なお、三郎が失禁すると凶暴化するという事実を知っているのは一郎と二郎のみである。
大河内二郎（おおこうち じろう）
大河内家次男。一郎と同様凶暴で極悪だが、人の話に耳を傾けるだけ幾分か理性的である。一郎同様、屈強かつ不死身の肉体の持ち主で、一郎と仲良く暴力を働き、それを基礎に置いた贅沢･傍若無人を全うする。しかし彼も身内（銀之進を除く）には甘く、妻のロザンナには頭が上がらない。一郎と同じく運転免許は指導官に「1問でも間違えたら殺すぞ!!」と脅迫して5分で取得した。三郎とは声が似ている。徳丸学園愚連隊「二郎組」と県内最凶の暴走族「流星会」を組織していた（前者は二郎が徳丸学園を退学させられたため消滅、後者は麻雀の賞品として三郎に会長の座を譲った）。一郎と喧嘩すると手がつけられないが、普段の兄弟仲は良い。現在はプロゴルファーを目指しており、まずゴルフ場を手に入れるところから始めた。暇さえあればクラブを振っているため、中々巧い。未成年にもかかわらず飲酒しているが、三郎が飲酒したときは「お尻ペンペン」でお仕置きする。しかし、基本的には、やはり三郎を甘やかす存在。スキンヘッドであることを活かし僧侶の扮装をして裏稼業をすることが多い。一郎と同じく額には失禁で覚醒した三郎に負わされた傷がある。
キャサリン大河内（キャサリン おおこうち）
一郎の妻。旧姓はヴィスコンティ。ニューヨークの有名ギャング「ヴィスコンティ・ファミリー」の娘。一郎との間に2人の子供がいる（ダニエルとダミアン）。ロザンナに比べると余り本編に登場しないが、ダニエルの小学校受験で久々に登場（三郎からは離婚していたと思われていた）し、その際にはダニエルを有名私立小学校に入れたい一心で、やる気の無い一郎に食って掛かり、常軌を逸してヒステリックな一面を見せた。お受験の後は登場回数も増え、ダニエルと一緒に大河内邸で生活を送るが、すぐに三郎の自堕落さに怒りを覚え、以降ロザンナよりも遥かに過激な行動で三郎をしばしば叱り付ける。反面、呆れ果てて三郎を見捨てたロザンナと違い、矯正を試みる。ダニエルの事は溺愛しているが、ダニエルが幼稚園をサボっていることを知ったときには厳しく問い詰めたり、生活態度の悪さを注意する事もあるなど、しつけはキチンと行っている。
ロザンナ大河内（ロザンナ おおこうち）
二郎の妻でマリオの姉。旧姓はロッセリーニ。イタリア・シチリアの名門マフィア「ロッセリーニ・ファミリー」の娘。二郎との間に2人の子供がいる。物凄い強運の持ち主であり、大河内家の運試しでその強運を見せ付けた。当初はあまり出番が無かったが、弟のマリオが登場以降はレギュラーキャラとなる。カッとなった際の暴走を除けば大河内家の中では割と常識的だが、学校もサボるようになった時期から三郎の情けなさに頭を抱えるになり、現在では三郎の自堕落･へタレにその場で反応しては恫喝・暴力に及ぶだけの短気さが強化され、根本的な解決を行わない見捨てた段階に入っている。
ダニエル大河内（ダニエル おおこうち）
一郎の子供。白人のハーフで一郎が15歳の時に生まれた。マグロが大好物。誕生日には毎年盛大なパーティーが開かれる（なお、三郎はダニエル6歳の誕生日まで招かれるのを忘れられ、パーティーの存在すら知らなかった）。顔は河井から「生まれてきたことが可哀想」と言われるほど不細工。
当初は「マグロ」以外日本語を喋らなかったが、小学校受験の回では普通に日本語を喋るようになり、実は母の前では「良い子」を演じているだけだが、ドライかつ打算的ではあるがものの親孝行に報いようと母のキャサリンには彼なりに愛情を抱いている。受験での面接では見事な対応をし、6歳児でありながら小4の勉強をするなど成績は極めて優秀で、上辺に騙されず物事をしっかり見極めるため、陰の解決役と大河内のツッコミ役を兼ねる。しかし狡猾で悪賢く、6歳児でありながら葉巻を吸う、カツアゲをする等、三郎曰く「子供の頃の一郎みたいな人格」で迫力や貫禄は十分で生活態度は悪い。叔父の三郎を「サブ」呼ばわりして見下しており、ゲーム趣味のため都合のいい部分で遊び相手として扱うが、自分より学力が下だと知った時は驚いていた。車に轢かれそうな所を銀之進に助けられた時にはお礼を言ったり、春奈が三郎を騙した時の態度に、本当の事を言えないと悩んだりと人を気遣える一面もある。
ダミアン大河内（ダミアン おおこうち）
一郎の子供。ダニエルの弟。第一部15巻で初登場し、登場時の年齢は1歳。しかし、16巻以後の登場は一回もない。
ジュリアーノ大河内（ジュリアーノ おおこうち）
二郎の子供。第一部15巻で初登場し、登場時の年齢は1歳。第二部の1巻以降は一回もないが、ダミアンよりは出てくる。
大河内電磁郎（おおこうち でんじろう）
三郎たちの曽祖父。年齢123歳にして健在という長寿を誇る。日露戦争時に要塞島の司令官を務めていた元日本軍人で、最終階級は中将（要塞司令官時は中佐）。一族中では美食家として知られている。
大河内銀之進（おおこうち ぎんのしん）
三郎たちの伯父。能力･実状共に大河内一族中最弱・最低の人物。ろくなことをしないトラブルメーカーであり、一族のほぼ全員から疎んじられている。ロザンナ曰く「大河内のガン」。選挙出馬が趣味だが、毎回泡沫候補として最下位で落選している。いくつかのパチンコ店を経営していたが、放漫経営が原因で借金を重ね、香典を目的とした生前葬、当たり屋行為を働くが、倒産した。初登場時は松子という妻がいたが後に捨てられて、次の妻を捜す際も度々10代後半の女の子ばかりを相手に、目を付けたその日からロクに婚活も行わないままその意思を伝えるため、ロリコンであるように誤解させる。なお、過去7回離婚している（そのうち4人の妻が外国人で2回の結婚は獄中婚）。事あるごとに一郎、二郎の癇に障ることをいって、そのたびに殴られている。そのためか、一見まともに対応してくれる三郎にすがりつく事も少なくないが、当然ながら三郎本人からは迷惑がられており、ダメ人間化した三郎からですらも呆れられている。河合が大河内邸に進入しても（酒に酔っていて）全く気づかず、酔っ払うと風呂を覗く癖があり、ロザンナは3回も被害にあっている。今は演歌歌手デビューを目指しているが、周りが耳を押さえるほど酷いダミ声で、自ら作詞作曲した歌も歌詞が滅茶苦茶である。大河内一族の家紋の価値をとうとう直接汚し、その上自らの無能を棚上げしつつ心中では言及すらしないプライドの欠如まで明らかとなった。最近では大河内邸から放逐されて住所を失い、助けもいないみずぼらしい生活を送る途中に河井･徳丸OBなどのホームレス仲間と出会い、ここでもしょうもない秘策に出て、大河内の鉄の掟である金色の銅鐸を持つ物と（家長になり、一郎、二郎を追い出し、三郎、ロザンナ、キャサリンは召し使いとして家になら置こうとして、財産を独り占めを）するが銅鐸を持つのが（触ることしか）できず、一郎が軽々と銅鐸を持ち家長は一郎の物になり失敗に終わった（最終的には顔が変形する程酷い目にあった）。終盤あたりでは、ワラを拾ったことでわらしべ長者という豪邸になろうとする妄想をするが、八百屋のみかんを盗んだり、布だと思い下着を盗んだり、馬を持ち逃げをするなど、滅茶苦茶なことをしてしまう（しかも本人お酒に酔っていて完全にボケている）。たまたま一郎と遭遇して吹っ飛ばされ、今度はうらしま太郎を妄想することになる。
ジェームス大河内（ジェームス おおこうち）
銀之進の息子、つまり三郎の従兄弟。普段はアメリカに在住。銀之進が市長選に出馬した際は選挙参謀を務めた。父に似て、ろくなことをしないが、外国暮らしで少なくとも日本語と英語両方の通訳が出来、ロザンナの浮気疑惑ではやや不自然だが尾行を成功させ、大河内裁判で途中まで見事な弁護をしていたので、父と違って無能と言う訳ではない。銀之進同様覗き癖の持ち主。
元CIA、元弁護士、パペーダイン大学大学院修了、一流ドッグトレーナー等の肩書を持っているが、どれも自称である。
大河内家康（おおこうち いえやす）
銀之進の息子で、三郎の従兄弟。
大河内鉄之進（おおこうち てつのしん）
大河内兄弟の父、銀之進の兄であり、大河内家現当主。本編に登場してはおらず、第2話の回想で三郎に暴力を教育し、顔こそ出なかったが一郎、二郎並みの肉体を持っている。銀之進と共に投獄されているが、鉄之進の方は「やったことがやったこと」だけに未だ出所していない。三郎の婚姻届の中に名前を読み取ることが出来る。
大河内梅子（おおこうち うめこ）
大河内兄弟の母。本編3巻の巻末で、大河内家の家系図内で名前だけ紹介しただけで本編では登場する事が無かった。
大河内竹子（おおこうち たけこ）
大河内兄弟の伯母。2部の2巻1話のダニエルの誕生日パーティーに登場したのみ。一郎に顔つきが似ている。
大河内松子（おおこうち まつこ）
大河内兄弟の伯母。2部の2巻1話のダニエルの誕生日パーティーに登場したのみ。一郎に顔つきが似ている。竹子と違う点では、金髪のストレートヘアであること。
マリオ・ロッセリーニ
イタリア・シチリアの名門マフィア「ロッセリーニ・ファミリー」の息子。凄腕の殺し屋として大河内兄弟の暗殺を依頼されたが、その正体は二郎の妻であるロザンナの弟であったためあっさり和解し、彼を加えて「大河内四兄弟」となったが、その後すぐに存在が霞んだ。殺し屋ではあるがまだ誰も殺していない（あれこれ理由をつけて「美学に合わない」と殺さないため）、一度やられるとあっさりなびく、すぐ船に酔う、日本通（しかし、明らかにインチキ外人を思わせる）になったのも日本が治安が良い国だから、姉には全く頭が上がらない、など情けない一面が目立つが、銃やセキュリティの堅い大河内家に侵入など、実力は確かなものがある。途中登場ながら三郎は知らない大河内家の家訓を知っている。

## 徳丸学園

### 生徒
春日井信也（かすがい しんや）
第一部の最初の1話で登場、徳丸側では唯一まともなキャラであった。三郎が実は強くない（むしろ弱い）と気付き、第2話で三郎とタイマンを挑み（ドラマ版では前田直也になっている）、すんでの所で失禁で凶暴化した三郎に返り討ちされ全治一か月の大ケガを負ってしまう。この時河井は三郎の闘いぶりは「弱いフリをしてたんだ」と思っていたらしい。
前田直也（まえだ なおや）
三郎の一学年先輩。元二郎組ナンバー2（実際は殴られ役）で当初は球技大会にて三郎を倒し、徳丸のトップに立とうと目論んだが、失禁で覚醒した三郎に重傷を負わされ以後は一人の先輩として三郎に親身に接するようになり、三郎軍団の（河井に権力の少ない名前だけの幹部として）相談役に就く。三郎には「前田さん」、河井には「ヘタレ」「カス」と裏で呼ばれている。腹に二郎に切腹させられた痕がある。酒を飲み血行がよくなると腹のあみだクジがでてくる。
合コンやカリスマ美容師と顔が広く三郎に様々な経験をさせる良い先輩の一面も見せるが、自己顕示欲と見栄の塊のような人間で、スノボーなど人並み以上に習得しているならともかく、自分がイニシアチブを取れない事柄では理由をつけて逃げるため、作中やキャラクター解説でも作中きっての嘘つきのヘタレキャラという扱われ方をされ、あだ名のウルフもキザで嘘吐き（オオカミ少年→ウルフ）が由来である。しかし、かつては失禁して凶暴化した三郎の攻撃をくらいながらも（まだ三郎の凶暴度が比較的穏やかな段階であったとはいえ）殴り返しており、喧嘩の実力は決して弱くはない。
後に徳丸学園を卒業し就職するも勤め先が倒産し、プータローに。それでも大口をたたくのは相変わらずなため、ついには同級生からは軽蔑される始末である（萩原や後藤田からは最初からプータローだと思われていたが、失業保険をもらっているので就職していたのは確か）。一時ホスト業を行っていた時期もあるが、以降職はおろか住所にもあぶれ、ホームレス街道に足を踏み入れる。ネットカフェ難民⇒盗み食い⇒賽銭泥棒の順にホームレス度、スーツの汚れ具合が進行し、やがて石神・政も一緒に仲間入りする。しかし、後々に売れないケータイ小説家＆ラジオのヘビーリスナーから売れない放送作家へと繋がっていき、コツコツ貯めた金で千葉に30年ローンのマイホームを購入することになる。
誕生日は5月5日。能力データなし。座右の銘は「狼は生きろ、豚は死ね…」。
田所雄二（たどころ ゆうじ）
三郎の二学年先輩（後に徳丸学園を卒業）。兼吹奏楽部の部長勤める普通の生徒で不良たちに怯えて不当に部費を削減されていたが思いきや三郎が入部した際は権威を笠に着て部費をほぼ独占するなど性格は陰険で傲慢。三郎が吹奏楽部に入部した際、河井に強制的に吹奏楽部を三郎軍団の一部にさせられ三郎軍団三郎吹奏楽隊隊長（三郎軍団の一員だと言う事を本人は認めていない）にさせられる。
校内の優等生らしく、受験では教師からも期待され、将来作曲家を目指しエクセレント音大に進学を志望していたが、軍団専属作曲家として多くの曲を強制的に作らされ、音大受験を河井と石井に邪魔されるなか、偶然、その2人+三郎を井戸に落とし監禁に成功し、復讐を企てたが、自分も落ちて3人の報復に遭い失敗、結局浪人生活を送る。ドラマでは3人を牢屋のようなところに何日間も閉じ込めさせたが、三郎の失禁（凶暴化）で大怪我な目に遭い、それ以降は原作よりもこき使われている。
卒業後も河井達に軍団としてこき使われていたが2年次の三郎の葬式、ボクシング大会から登場せず、第二部にて久々に登場。大学受験失敗で引き篭もってゲームに耽る毎日を送り、運動不足が原因の肥満と足腰の低下で自力で歩く事すらままなら杖や車椅子を使わざるをえない身体になっていた。荘実館のトップになった弟の雄三（第二部参照）と共に三郎達への復讐のため軍団狩りを画策する。自己怠慢な部分こそ自業自得であるが、万人の幸せ＝三郎に仕える事と盲信する石井、自己の権威のために他人を平然と犠牲にする河井、そしてその事を知っていながら何もしなかった三郎への怨みは当然のものである。
石神洋平（いしがみ ようへい）
「死神」の異名を持つ男で三郎の二学年先輩（後に徳丸学園を卒業し工員に）。二郎のライバルとされ2年間も学校を休学していたが、実際は女を取り合った恋のライバルで、その関係で二郎から逃げていた。渾名も苗字をもじったもの。
下ネタと女好きな明るく話の分かるまともな人物である。前田の親友で、彼と同じようにハッタリをかます癖がある。工場が倒産し現在は無職。一時期前田とバンドを組んだり、ホストとして働いた事もある。なお、当初は「貴史」という名前だったが、二郎組の同窓会からは「洋平」という名前になっていた。最終的に、前田・政とホームレス生活を送る。
ジャックナイフの政（ジャックナイフのまさ）
三郎の一学年先輩（後に徳丸学園を卒業）。本名高見沢政行（たかみざわ まさゆき）。二郎の子分で二郎組のメンバー。いつもジャックナイフを持ち歩き、在学中に事件を起こし年少に入っていた経験がある。徳丸祭のボクシング大会で初登場し、大物と見られたが一回戦で関雲竜にあっさりと敗北した。後にエリート製薬に入社し営業担当となる。「自分がでかい病院を仕切っている」と前田達に自慢していたが、それはハッタリで実際はコネで無理矢理入社し、得意先の医者からも無能呼ばわりされるダメ社員だった。二郎にけしかけられて取引先の医師を脅した挙句会社を無断欠勤し、あっさりクビになる。現在、前田・石神とホームレス生活を送る。

### 教師
関根
三郎の1年次の生活指導。
桜庭（さくらば）
三郎の2年次（1回目）の担任の教師。いい加減な性格であり生徒を指導する気が全く無い。修学旅行では生徒の犯罪行為をもみ消す実態が明らかとなった反面、成績の悪い生徒は留年させる毅然とした（というよりは冷たい）方針も見られ、捉え方次第では自己保身を優先する性格の模様。
近藤幸太郎（こんどう こうたろう）
三郎が2年（留年時）の4月に赴任してきた体育教師で赴任した当初は生徒たちを更生させるべく意気揚々と生徒たちとの交流に努め、特に問題児の三郎（?）や河井達に対してラグビーで根性を叩き直そうとするが、逆に全治4週間の怪我を負わされ、生徒たちのあまりに酷い実態に半ば自信を失い、無気力教師に近づき、問題を外部に及ぼさない性格を強化し、内部ではいい加減と言った方向路線に落ち着く。その後16巻以降は全く登場してこなくなったが、第2部の終盤では少し登場していた。
山口武男（やまぐち たけお）
三郎の3年次の担任の教師。特進クラスの担任であり、「三年生に進級してきた希望者全員を特進クラスに受け入れる」｢偏差値20からの大学合格｣という意気込みに裏切らず、柄の悪い生徒が必死に勉強を行うようなクラスを一通り実現させる手腕を発揮するも、授業態度の悪い三郎を好きに泳がせて無視する辺り、担任の中では最も冷たい。

## 女性陣
浅井春菜（あさい はるな）
三郎のガールフレンドで三郎と同い年。三郎とは前田主催の合コンで知り合った。保守系で土建業界との太いパイプを持つ大物県会議員浅井健一郎の娘であり、当初は河井に眼を付けられていた。石井からは「総長に近づこうとする雌狐」と思われている。好物はイチゴ。とにかく料理が下手であり、彼女の料理はただマズいどころではなく、切ったリンゴに漂白剤を加えるといった、食べるのは不可能な方向にまで至るが、周りの人間（両親でさえ）はそのことをまるで指摘せず、味覚異常で本人にもその自覚がまるで無いため性質が悪い（一度だけ石井がまともに春菜の料理を批判したことがあったが、反省どころか逆ギレしていた）。また、見た目もグロテスクで最悪。それでも最終盤にはきちんと食べられる料理を作ることができるようになった（後述のように三郎を利用するための布石として料理の特訓をしていた）。
現時点では春菜の付き添いには、三郎はほとんどろくな目に遭っていないが、石井や桐山たちの場合と違って、春奈との付き合いを嫌がったり恐怖感を持つことがない。ボウリング、コスプレ、ビジュアル系バンドの追っかけ等多趣味である。落ち着いている時は割と寛容な反面一度火が点くと異常な負けず嫌いでわがままになり、常軌を逸した強面の石井に食ってかかって怯まなかったり、三郎に容赦ない暴力をふるうなど感情の起伏が非常に激しい。三郎に対してはまんざらでもない様子だったが、桃子との対決で見た三郎のヘタレぶりに嫌気が差し、ニュージーランドに語学留学してしまった。
しかし後に何事も無かったように再登場し、三郎と婚約（政治家で先祖の代から縁がある浅井家との政略結婚であるが）まで行くが、結婚の直前で三郎が凶暴化して滅茶苦茶になり、破談する。その後、三郎が家を追い出された時に彼の借りた部屋を訪れた時には、他人への迷惑を顧みる事のない姿が露見し、やってきた家族の対応から見て、相当に甘やかされていた事が判明した。三郎との政略結婚未遂以降は、三郎に幻滅しても何事も無かったように現れ、非常識な面や、常軌を逸した面を見せて三郎を振り回すか、三郎の悪い面を垣間見てますます幻滅するオチというのがパターン化しつつある。なお、三郎がどうしようもないバカだということはしっかり覚えている。
終盤では父親が県会議選に落選、春奈も含めて一家で三郎を金蔓として利用しまくるが、春奈自身は人間として三郎を満更でもないと思っており、最終回ではキスをされても照れるのみだった。
ドラマでは凶暴化した三郎が自分を守ってくれたと思い、「エリートヤンキー」である三郎に気に入られようと、石井を師匠にレディース修行をし、最終的に三郎軍団の団員に「姐御」として祭り上げられてしまう。
篠原若葉（しのはら わかば）
春菜の友人でガングロブス（ドラマではメガネデブ）の女の子。春菜と一緒に登場することがほとんどである。ショートカットにした際三郎に男に間違えられる。河井曰く「小金持ち」で高価なアクセサリーを多く身に付けている。性格はまとも。
岩本静香（いわもと しずか）
同じく若葉の友人でまあまあキュートな女の子。あまり目立つ事が無い。
遠藤美歩（えんどう みほ）
福士の彼女であだ名はミポリン。福士のことは「フックン」と呼んでいる。「オウヨ」としか喋らない福士とまともに会話をすることができる。非常に仲が良く、福士は河井より彼女を優先して商店街戦争では河井から南側に寝返ったり、助っ人に来ている。
赤星桃子（あかほし ももこ）
元は関のメル友で関西在住の高校生。関に口説かれるも三郎が金持ちだと知るとあっさり三郎に鞍替えし、天下の河井にですら、すれ違った瞬間だけで「こやつ、できる!」と認めさせるレベルの銭ゲバ。しかし、友情には厚い面もある。春菜に劣らず気が強い。大河内家の財産を自分のものにすべく三郎に「ダーリィーン!」と色目を使ったが、三郎にはあまり関わり合いがなく結局失敗に終わって（と言うより三郎のヘタレっぷりに愛想をつかして）大阪に帰った。

## 流星会
前畑（まえはた）
三郎が会長になったときの特攻隊長（男だめしで披露したのは体中の毛という毛に火を付け、盗んだバイクで走り出すというものだった）。
大原（おおはら）
元「浜風暴走会」会長。2人の元メンバーとともに二郎に強引に流星会に入れられ、最下層の「男汁係」だった。しかし、特攻隊長になるために（特攻隊長になったら、寒いから冬には走らない族にすると考えている。）男だめしに立候補し、唐辛子を大量に入れた鍋いっぱいの男汁を一気飲みし、その直後に腹の上をバイクで走らせるというパフォーマンスを行い（その直後に嘔吐してそれが虹を作り、三郎以外のメンバーを感動の渦に巻き込んだ）、特攻隊長に選ばれかけるが、その直後に強引に割り込んだ河井にその座を奪われる。しかし、男汁係は脱却でき、「特攻隊長は危険だから」というので結構満足していた。
野口正（のぐち ただし）
元「狂走夜叉」頭。男だめしに立候補し、日本刀を飲み込むというパフォーマンスを行ったが、前畑に「それのどこが男だ!」とぶっ飛ばされる。
下田（しもだ）
元「AKUJIN」総長。男だめしに立候補し、バンジージャンプを披露したが、ロープの長さを間違え、地面に激突した。
笠松豊一（かさまつ とよかず）
流星会第三遊撃隊隊長。会長である三郎を尊敬している。逆に河井に対し「会長に変なことを吹き込んでいる奴」と嫌っている。流星会崩壊後も会長代行として、流星会復活を望むが、メンバーはまるで集まらず、苦悩の日々は続いている。

## 大阪マッドブルズ
桐山秀樹（きりやま ひでき）
西日本最凶の愚連隊・大阪マッドブルズのリーダー（二代目）。通称「ミナミの悪魔」。外見からはとても想像できないが18歳の高校3年生。「キケケケー」という奇声のような笑い声が特徴的。当初は関東の人間が大嫌いという設定で、関と子分の友也の対立を切っ掛けに三郎たちと出会い、大阪城にて三郎に対決を挑んだが敗れ（本人は五分で戦ったと言い張っている）、三郎の（自称）マブダチになる。その後三郎と勝手に約束した全国制覇の手始めに九州制圧に出かけ、次々と九州の番格たちを撃破してマブダチにしていった。一郎・二郎に劣らないぐらい凶暴で極悪、重量級の関を吹っ飛ばし、萩原を一発で倒し、九州の番格達も一ノ瀬と児島を除けばほぼ苦戦することなく圧勝するなど圧倒的な強さを誇る（流石にキレた三郎には及ばないが、九州制圧編を境にケンカの強さ、身体能力はどんどん常人離れしたものになっている）が、石井以上に変な言動を取ったりする。マブダチには食事や遊びの代金を無理矢理（桐山本人は一緒に遊んでいるつもりだが、相手は桐山が怖いため）奢らせたり、勝手に相手の自宅に泊まったりと傍若無人に振舞うが、彼らがピンチになると真先に駆けつけて助けるなど、男気のある行動もする。生粋の大阪人であるため阪神タイガースの大ファンで、好きな選手はアニキこと金本である。第2部以降からは「～やでしかし」と横山やすしのような口調が目立つようになる。言動共に凶悪で勝手、ブログの活動から自己顕示の性格もうかがえるが、前向きで単純な（善・悪両面）変人タイプの良いヤツである。なお、ブログは日本のみならず、世界的にも徐々に知名度が上昇していき、かなりの人気サイトとなっているらしく、石井が嫉妬するエピソードなども描かれる。三郎が重度のオタクであることを垣間見たシーンではさすがに引いた様子を見せた。サンタを信じており、そこに関しては珍しく三郎と考えが一致した。
九州制圧編で明らかになった情報によると、好物はたこ焼きで、嫌いな食べ物は奈良漬け。血液型はAB型。
山本信一（やまもと しんいち）
大阪マッドブルスのリーダー桐山秀樹の用心棒役。通称「ミナミの巨人」。桐山には「信ちゃん」と呼ばれている。外見からはとても想像できないが16歳の高校1年生。身長2メートル5センチ、体重150キロの巨漢で、軽自動車を持ち上げ、豚の突進も止める怪力の持ち主。大阪城で石井と対決。持ち前の怪力で最初は石井を圧倒するも、途中で三郎の叱咤で石井が思わぬ力を発揮したため形勢逆転されるも、石井が自爆したため勝利する。しかし桐山が三郎に負けたため、桐山と同じく三郎の仲間になる。初期の頃こそ凶暴な一面が目立ったものの、基本的には温厚な性格で用心棒の立場上自分からはケンカを仕掛けないが、いざとなった場面では一郎・二郎を彷彿させるほどの怪力を発揮する。「ヴヴゥ゛ー」しか言わない（表向きの理由は「シャイで口下手だから」）。その「ヴヴゥ゛ー」は当初桐山に通じなかったが終盤ではこれで支障なく桐山と会話できるようになった。パソコンが大の得意でメールやチャットだと饒舌であり、まともな言葉を使う。料理が得意。
友也（ともや）
大阪マッドブルス特攻隊長で赤星桃子の元彼。空手の有段者で喧嘩の強さは桐山・山本の次に強く、足蹴りが得意。桃子に一方的に別れを告げられるが納得せず、関が桃子を狙っている事を聞きつけ、ケンカを売るも返り討ちに遭う。その後、大阪城で関と再戦。不意打ちをくらわせて関をボコボコにし足を折るが、関の執念の突っ張りで敗れ去る。上記のように不意打ちをくらわせたり、最初のケンカではお互い真正面から挑んだにも関わらず、「関が不意打ちをくらわせた」と嘘の言い訳をするなど、かなり姑息で卑怯な性格。桐山からもあまり信頼されていない。

## その他
鬼頭鉄十郎（きとう てつじゅうろう）
大河内家の執事長を務めており、代々大河内家に仕える暗殺者一族。様々な暗殺術を極めた100年に1人の逸材で、その実力は元プロのムエタイ戦士チャーンも瞬殺する。大河内家への忠誠は本物で、特に三郎にとっては大河内家最後の砦とも言える存在。過剰に甘やかしているが、何とか更生させたいと願っている。
大河内家の使用人
普段は執事の身分にやつしているが、多くは大河内家に代々仕える忠実な暗殺者集団で、顔に凄まじい傷などヤクザのような柄の悪い男ばかりだが、三郎は何故か彼らで見慣れているはずなのに、不良にはビビる。
三郎のヘタレの一因は、彼らの甘やかしによるお坊ちゃん生活である。雇われている身だが、三郎への愛情は本物で、大河内家没落時は三郎を引き取ろうとする者が現れ、行方不明になった時は本気で心配して探している。
川上惣一郎（かわかみ そういちろう）
頭ノ井警察署交通課の警部。通称「鬼の川上」。若者が嫌いで宿敵の流星会逮捕に全力をかけていたが、そのやり方（日本刀を持ち出して「国賊殲滅!!」と叫んだり流星会のメンバーをトラックで轢き殺そうとした）が問題となり免職となった。その後はかつての姿も秘め、某田舎の旅館の従業員となったがある日、三郎軍団がその旅館を宿泊に来る。最初は心からもてなそうとしたが、余りにも素行の悪い軍団に「鬼」が復活するも、誤って同僚を切りつけ、クビになる。後に自動車教習所の指導者として第二部の209話に久々に登場する。田所雄二同様今でも三郎に対してかなり恨んでいる。三郎は本質的に不良ではないことがわかり、和解してまともに教習していたが、三郎の失禁で覚醒したため元の鬼の川上に戻り、三郎を車で轢き殺そうとしたのが災いして自動車教習所をクビになった。
犯罪容疑者（一部は少年法適用年齢）の人権や人命を全く無視した方針は当然に否定されるものであるも、一歩間違えていれば今頃2，3人殺しているような罪歴の三郎を氷山の一角とし、横暴かつ軽はずみな不良たちの存在やその行為は（増してや現職の警察官であれば利害や危険性を省みず）本来黙認すべきでない事実のはずである。また、若者フォビアの保守派の「鬼」としての一面が強調されているが、いわゆる善良な相手には『年長者』としての穏やかな顔を示す。
アンダーソン
ハワイのマフィアで、一郎と二郎に小麦粉を売っている。
天野一夫（あまの かずお）
大河内邸の最寄り駅、秋津台駅の北側にある商店街「北町純情商店街」の商店会長。寿司屋「天野寿司」を経営している。対立している駅南側の商店街「南町フラワーロード」との対決に勝利するため、河井にしばしば助っ人を持ちかける。のちに「北町純情商店街」は自転車置き場にされるが、「天野寿司」だけは未だに居座り続けている。江戸前寿司の職人として腕はあるが、昔気質の頑固な性格で客を選ぶため、極々一部の常連客以外はほとんど店を訪れない。
義理の弟（妹の婿）の平田信次も寿司職人で、夫婦で「ゆめ寿司」を経営していたが、大手激安回転寿司チェーン「ばっちり寿司」と勝負して敗れ吸収されてしまった（敗因は兄・一夫の客のニーズを無視した度を過ぎた職人気質と、そのせいで助っ人の河井が起死回生に暴走したため）。しかし雇われ職人として腕を振るう信次はその高い技術が評価され、「ばっちり寿司」経営者のガルシアから「花板になってほしい」と言われている。妻・美絵子（一夫の妹）も「雇われだと安定収入があって安心」と言うなど、現状にそれなりに満足している様子。
花田正彦（はなだ まさひこ）
秋津台駅の南側にある商店街「南町フラワーロード」の商店会長。イタリア料理店を経営している（元はうどん屋）。天野とはことあるごとに対立している。一見して傲慢で陰険そうだが、河井が天野の助っ人に現れて以来「北町純情商店街」との対決において自軍が重大な不正行為を行ったことは無く、3度目の対決ですでに北町を獲得する。同じ印象の田所とは違って、むしろ策略の足りない性格とも感じられる。また、自軍の助っ人として現れた福士に同行した姪の遠藤美歩が対決の重大さをわかっていない様子の際も、機嫌を損ねて福士と共に帰ってしまうのを慌てて引き止め涙まで流すシーンが描写されることから、非情とは少なくとも判断できない。
黄泉山巌（よみやま いわお）
西日本最大の暴力団黄泉山会の会長で、大河内一族とは古くからの付き合いがあると思われる。大河内家と黄泉山会のゴルフコンペで三郎と出会い、その後、三郎と自分の娘さなえを（大河内家と手を組んで日本を征服しようとするために）結婚させようとするが、さなえがボディーガードと駆け落ちしたためにその話は破談。その後は考えを改め、対立組織との共存共栄を目指した平和路線を敷くが、その象徴のホテルのパーティーを飛び入りでやってきた一郎、二郎にメチャクチャにされ（2人が暴れる原因を作ったのは三郎）、3人に復讐するため殺し屋のマリオを雇う。しかし、マリオが二郎の妻ロザンナの弟だったため一郎達とあっさり和解し、計画は失敗。その後も大河内一族との付き合いは嫌々ながらも続いている。
石井の両親（いしいのりょうしん）
石井の父親と母親。母親は三郎の家が破産したときが初登場。父親は三郎が石井の家で食事をしている所を思い出しているときのみに出てきた。2人とも三郎のせいで石井がおかしくなったと思っており、母親は「これ以上武に関わらないで!」と泣きながら三郎に訴えかけていた。

## 第2部からのキャラクター

### 主要キャラ
チャーンチャイ・ヤンチャイヤット
19歳のイケメンタイ人男性で河井のビジネスパートナー。通称チャーン。タイの北部の村出身で八人兄弟の六男。イケメンで女性（特に熟女）には大人気。河井の相棒役では善良なため、河井が犯罪に向かう場合には一応（あくまで一応レベル）止める。動物好き。
ムエタイのプロ選手、料理人を目指すも挫折し、日本でテクノロジーを学ぶために来日。カレー屋でバイトをしているところを河井に拾われる。最初はヨガのインストラクターとしてインド人の「カーン」を名乗っていた（カレー屋で働いていたので河井がインド人と勘違いした）が、タイ人だということがバレて失敗。しかし、その後もタイカレー屋を河井と開業したり、一緒に様々なアルバイトをしたりと腐れ縁になりつつある。根は善人なのだが、河井に弱み（ビザの期限が切れていること）を握られており、それをいいことに無理難題（犯罪行為に加担させられそうになったり、「男体盛り」をさせられたり）を押し付けられるなど被害に会うことが多い。しかしやり口の度がすぎると「もうウンザリねー!」とブチ切れ、ムエタイ仕込みの強烈な蹴りを炸裂させる。段々と河井に染まってきている節がある。
料理人としての腕は良いが、タイ風の味付けで非常に癖が強く、日本人客には中々受け入れられないでいる。
タイの家族には、心配をかけまいと「日本では真面目に勉強し、多くの素晴らしい友人と仲良くやっている」と嘘の手紙を頻繁に出している。

### 徳丸学園
尾崎翔（おざき しょう）
徳丸学園1年。「不良の殿堂」である徳丸に憧れて入学するも、抗争とは縁遠い平和な雰囲気にうんざりし、近所の荘実館高校とトラブルを起こしてしまう。後に三郎や親衛隊に助けられ（あくまで偶然が重なって尾崎が助けられたと勘違いした。）、三郎軍団に入り、親衛隊に入隊するも、三郎のヘタレぶりや石井の暴走ぶりを目の当たりにし、「軍団に入ったのは間違っていたのでは?」と自問自答する日が続いている。次第に徳丸の中では1番の常識人となって軍団や親衛隊とは距離を置くようになるが、三郎や石井に強引にトラブルに巻き込まれることも多い上に結局は軍団のことを見捨てられないため、苦労が絶えない。桐山達に対抗しようとした石井にホームページを作れと言われた以後、ノートPCを携帯している。

### 九州の番格
九州征伐編以降は西原・鮫島・笠原・睦美（この4人の間では友情が芽生えている）・竜介のみが主に登場する。それ以外の番格は背景キャラである。
伊集院虎之介（いじゅういん とらのすけ）
県立鹿児島畜産高校番格。通称「薩摩の虎」。ムエタイかテコンドーをやっており、すごい足技の持ち主らしいが、蹴りをあっさり桐山に受け止められ、一撃でやられる。野球対決や桐山の誕生日で久々に顔を出す。
日向雅也（ひゅうが まさや）
都城電波学園高校番格。通称「都城の軍鶏」。登場後2コマ目で桐山のパンチ一発でやられる。
本武信義（もとぶ のぶよし）
日南海岸学院高校番格。通称「宮崎のガイア」。借金で首が回らず、桐山に金をせびるが、その直後に桐山の蹴り一発でやられる。
不知火健介（しらぬい けんすけ）
水前寺工業高校番格。通称「熊本の火の玉ボーイ」。校社内でバイクに乗って待ち構えており、桐山にチキンレースを挑むが、跳び蹴り一発でやられる。
西原大二郎（にしはら だいじろう）
阿蘇カルデラ学院高校番格。通称「阿蘇の大将」。自分より強い不知火をあっさり倒した桐山を見て勝ち目が無いと悟り、罠を張って倒そうとするが、通用せず、一撃でやられ、飼い猫のニャン太郎(山本によってペンティアムに改名)にも裏切られる。以降、ペンディアム関連で度々連絡を取られてくる。
鮫島久雄（さめじま ひさお）
大分竜城高校番格。通称「豊後水道のサメ」。噛み付き攻撃が必殺技らしいが（未だ伝聞にとどまる）それを出す間も無く桐山に一撃でやられる（桐山曰く九州の番格で一番弱かった）。やられた後も食事や旅館代を奢らされるなど散々な目に合わされた。桐山に気に入られたらしく、九州の戦いが終わった後も桐山に新車を足に使われてボロボロにされる、使いっぱしりにされるなど、九州の番格の中では最も桐山の被害を受けているが、チンピラ程度なら束で来ても倒す強さがある。ある意味前田に似た立ち位置にいるが、時折番格としての意地や見せ場がある点で虚栄心が先行してヘタレたままの前田とは異なる。
卒業後はラーメン屋経営に乗り出すつもりらしいが、名前から出汁に悪臭の強いサメを使うが鼻炎のために食材の臭いが全く分からないなど、致命的な欠陥がある。一度は一ノ瀬に罵倒されるも、友人の番格達の協力によって改善に乗り出し、汚名返上を成功させる。だがすぐに「材料費が高いからやめた。サメならタダ同然で手に入るし。」ということで元の悪臭ラーメンに逆戻りしてしまう。そのラーメン屋も現在は｢何でも屋｣状態で、人としてたくましいのかいい加減なのだかよくわからない。
川口鉄平（かわぐち てっぺい）
地獄谷高校番格。通称「別府の閻魔大王」。鮫島とは親友同士だが、4巻以降ほとんど一緒にいるのがなくなってしまった。鮫島曰く、腕はたつがとんでもない馬鹿。別府の怖さを教えると、「別府地獄めぐり」を見せるが要するにただの温泉で、ワニの紹介をしている間に桐山に一撃でやられ、ワニの池に落ちたところを桐山に助けられ、意気投合したかに見えたが、実際は怖いからペコペコしていただけだった。野球対決や桐山の誕生日で久々に顔を出す。
ジョン笠原（じょん かさはら）
出島高校番格。通称「出島の大統領」。本名は笠原弘。胡散臭い神父装で空中に浮いたり、結界を張ったりと奇妙な術を使うが、実はワイヤーを使ったトリック。桐山に見破られるとマジシャンということにされていた。今では呪いを呟き、手品を覚え出した。「じょんかさはら」名義で同人誌を描いているが、汚らしい絵柄と暗く荒んだストーリー展開で当然評判は悪く、それを読んだ竜介から殴られた挙げ句三郎にもダメ出しされた。三郎の助力で絵は可愛く描けるようになったが、ストーリーは相変わらず暗く、竜介には再度殴られた。
長崎登（ながさき のぼる）
佐世保港湾工業高校番格。通称「佐世保の浮沈戦艦」。わずか1コマで桐山のパンチ一発でやられる。
九十九仙一（つくも せんいち）
対馬郷崎高校番格。通称「対馬の防人」。わずか1コマで桐山のパンチ一発でやられる。
睦美大五郎（むつみ だいごろう）
有明学院高校番格。通称「佐賀の人喰いムツゴロウ」。桐山を干潟に誘い込み、身動きを取れないようにして追い詰めるが、桐山の作戦に引っかかり、アイアンクローでやられる。常に三ツ又のモリを持ち、水泳パンツ一丁で行動し、普通の服を着ることを嫌っている。そのキャラクター性から、不良特集雑誌では特集を作られたりと九州番格では比較的待遇は良い。北海道サミット編で、熊が現れても逃げずに戦いを挑むなど番格としての矜持（当然、簡単にやられたが）を持っている。三郎のクリスマスパーティーに招待された際には地元の干潟で孤児として生まれ育った経緯を話していた。
藤井玲（ふじい れい）
久留米黒龍高校番格。通称「久留米の毒グモ」。桐山にパンチ一発でやられ（やられたシーンは福岡勢の作戦会議中のビデオで確認される）、三郎との待ち合わせの大宰府まで引きずって連れてこられる。
一ノ瀬竜介（いちのせ りゅうすけ）
博多青鵬高校番格。通称「博多一の親不孝」。この通称は少年時代から並外れて喧嘩が強く、小学5年の時点で年上を相手に100戦無敗の伝説を作り、喧嘩の後始末に度々母親が呼び出されて泣いていたところからつけられた。桐山が九州を制圧している間は東京を旅しており、福岡に戻ってくるまでは一切九州の危機に気づいていなかった。
細かい事は気にしない、よく言えば豪放磊落、悪く言えばアバウトな性格で、天然ボケかつマイペースな一面もある。曲がった事が嫌いで、それ故卑怯な戦い方を嫌い、ケンカのときも常に正々堂々と相手と戦うことを身上としている。九州の番格の中でもその強さは断トツで桐山と互角に渡り合うほど。自分を利用して九州を支配しようとした児島を軽く折檻しただけで許す、心の広さも持ち合わせており、その人間的大きさ、器の広さから多くの人間から慕われており、子分たちからの信頼も厚い。
九州制圧終了後も、桐山から何かと被害を受けている鮫島達からは「唯一桐山に意見できる男」として頼りにされているが、上記の性格のため、話を余計こじれさせることも多い。また、人間関係がこじれるのが嫌で、相手の欠点をハッキリ言う事が出来ないときに「繊細さが欠片も無いから」という事で彼に意見を代弁してもらう事もあるが、相手を殴り飛ばしながら、歯に衣着せずに容赦ない発言をする。
野球に関してはルールブックをマウンドに置くようなド素人であるがMAX149km/hの剛速球を投げる。また、バイトの経験で包丁の扱いも手馴れているなど河井ほどではないが多芸。
絵美子という別れた彼女を探すために、一時期大河内家に居候していた。大河内家に馴染み、家事も手伝うためロザンナのお気に入りとなり、三郎より竜介が弟だったらとの評価を受ける。
児島小次郎（こじま こじろう）
聖龍館高校番格。通称「北九州のキング」。一ノ瀬竜介とは幼馴染。自らの目的のためには手段を選ばない卑劣な性格。しかし、桐山の弱点を分析し、三郎の情報を得るため河井を招聘するなど緻密な策略家でもある。少年時代はいじめられっこで、一ノ瀬からはその度に助けられている間柄だったが、周囲からは一ノ瀬と比べられてばかりいたために、劣等感や嫉妬心を抱いており、それが屈折した心を生み出す要因となっていた。桐山の九州制圧を機会に九州の英雄になろうと企む。一ノ瀬と桐山を都合良く葬り去ってその罪をすべて三郎に着せようとするも、桐山と一ノ瀬が生還したために自分の作戦がばれて失敗、やけくそになって三郎を殺そうとするも、その恐怖から小便を漏らして凶暴化した三郎に倒される。九州から姿を消し、二度と一ノ瀬の前に姿を現さないというが、一ノ瀬に「腐れ縁」と言うことで水に流してもらうことに。一度は桐山を倒した数少ないキャラクターではあるが、それはあくまで桐山を弱らせ、更に自分はドーピングをした結果のようであって、再登場時には他の番格達と同様に普通に桐山に恐怖を抱いており、素の実力は常識レベルの範疇らしい。なお腹心の部下は九州編以降も児島と同行しており、異常な卑劣である面とドーピングの事実を知る上で、敗れ去ってもなお見捨てない辺り、彼が相当に忠実な部下を持つことが判断できる。三郎のクリスマスパーティーの際は、（一ノ瀬の呼び出しということで部下を連れて行くわけにもいかなかったためかどうかは別として）｢大魔王･三郎｣にビびる件も｢軽く｣描かれており、もはや並の番格扱い。

### 九州の番格の関係者
古賀強（こが つよし）
一ノ瀬の側近。一ノ瀬曰く「一番信頼している男」一ノ瀬が倒された後桐山に立ち向かうも適わず、一撃でやられる。
一ノ瀬竜二（いちのせ りゅうじ）
一ノ瀬竜介の弟。
ペンティアムちゃん
元は阿蘇カルデラ学院高校番格、西原の飼っていた猫でそのときの名前は「ニャン太郎」。しかし、西原があっさり桐山にやられ、その際に山本に気に入られ、あっさり西原を裏切って二人に寝返る。

### その他
ソフィア・ロッセリーニ
ロザンナとマリオのいとこであり、17歳ながらも立派な巨乳の持ち主。大河内家に遊びに来て、二郎とロザンナの結婚式依頼に（三郎と銀之進を除いて）対面していた。お風呂に入っている最中のぞかれ、ロザリオを盗まれてしまい大河内裁判が開くことになり、最終的にお風呂にのぞかれたのはジェームスであり、ロザリオは一郎の犬リリーが持ち出していた。
ロザンナとマリオ同様、三郎は知らない大河内家の家訓を知っている。
鳥谷光一（とりたに こういち）
名古屋出身、尾張の切裂きコーチン、不死鳥とも言われている。顔や体に傷があり痛みを感じれば感じるほど鳥肌がたって強さが覚醒し、痛みも気持ちいいと叫ぶ。平時は本作の不良の中では比較的感性は常識人で、睦美の格好にまともな感想を指摘している。初登場で桐山と対決し、序盤はボコボコにやられるが、痛みで覚醒して反撃に転じる。アイアンクローや飛び蹴り、トラックに跳ねられても立ち上がってくるなど桐山と互角に渡り合える不良。16巻の番長サミットの回で久々に登場したが、その際にバスの爆発炎上に巻き込まれた時には普通にダメージを負って西原と共に入院しており（桐山、山本、一ノ瀬は全くの無傷で生還）、痛みを感じると強くなる設定は忘れられつつある。三郎のクリスマスパーティーの際にビビっていた様子から察するところ、原則並の番格扱い。名古屋出身というつながりで、インベーダーゲームの対決では名古屋撃ちをすることができる。本人曰く名古屋出身の人はこれが出来るという。
夢屋敷夢朗（ゆめやしき ゆめろう）
グルメレポーター。本業は一応落語家で、弟子もいる。元々は千葉のローカルタレントだったが、大口を開けて食材を口いっぱいに頬張り一気に食べる「夢郎食い」で人気を博し、全国デビューする。ローカルタレント時代は「生粋の千葉県民」を自称していたのだが、人気が全国区となってからは関西弁で喋るようになっている。全国デビュー後は千葉ローカルの番組を蔑ろにし、尊大な態度を取るようになっていたが、河井との出会いを切っ掛けに改心する。それと同時に河井のタレントとしての才能に惚れこみ、一緒に番組をつくりたいと願っており、時に河井の「秘策」として手伝いに出向く事もある。しかし、とある飲み会の席で酔った勢いで大物司会者を殴ってしまったためにレギュラー番組を全て下ろされ、売れた頃に天狗になっていた事も祟って業界から総スカンを喰らうことになる。ローカルタレントとしてテレビに復帰した河井と手を組んで再浮上しようとし、最初は「落ちぶれた夢朗と組んでもメリットが無いから」と相手にされなかったが、秘策を思いついた河井に乗せられ、芸能スクールの講師を務める事となる。しかし、その芸能スクールはいい加減極まりない悪徳スクールであり、夢朗も「講義」と称して酒を飲みながら過去の自分を自慢するだけだった（河井も講師だったが、「ガーソーでシースー!」など無意味な業界用語を復唱させるだけだった）。それが悪徳業者を摘発する番組にすっぱ抜かれ、スクールはあえなく閉校。夢朗自身の芸能界復帰も絶望的となった。奇跡的に千葉房総テレビに復帰はしたが、三郎がスポンサーになったことで、得権をフルに利用するなど（なんでも金で使うような）無理やりな注文が多く、河合が説得するも（反省するような口調を言っていたが）スポンサーを降りただけであり、督促状が置かれ、千葉房総テレビは倒産してしまいまた無職になってしまう。
星野洋行（ほしの　ひろゆき）
荘実館の番格であり、徳丸を潰そうとするが、騎馬武者の三郎とその軍団300人にビビリ、騎馬武者の三郎が突進には悲鳴を上げ、手綱を絡まった所を刀で切る際で勢いがあまった所では本当に殺されそうだと思い、怖くて立ちうじせず逃走した。
その影響で、三郎に対してかなりビビっていたためか、21巻あたりでは（荘実館の部下は登場しているにも関わらず）全く顔は出さない。
中西（なかにし）
浅井家の乳母で、三郎の浅井家のお婿になるための教育係をする。
田所雄三（たどころ ゆうぞう）
田所雄二の弟。おかっぱ頭。喧嘩の強さも荘実館のトップを張るほど。
三郎軍団を恨む兄と共に、復讐のため三郎軍団狩りの首謀者となる。基本的に兄の意向に沿っているだけで、作中では比較的真っ当な感性の持ち主。